# Ferrari 250 GT California Spyder
Ferrari 250 GT California Spyder är en sportvagn, tillverkad av den italienska biltillverkaren Ferrari mellan 1958 och 1963.

## 250 GT California Spyder Series I
Ferraris agenter i USA, Luigi Chinetti i New York och John von Neumann i Hollywood lyckades övertyga Enzo Ferrari om att det fanns efterfrågan på en öppen tävlingsbil på den amerikanska marknaden. Scaglietti tog därför fram en spyder-version av Tour de France-modellen, med en hjulbas på 260 cm. Bilen döptes till California Spyder, med tanke på den förväntade huvudmarknaden. Liksom coupén fanns Spydern i två utföranden: en landsvägsversion med stora delar av karossen i stål, förutom dörrar och luckor, och lite lyxigare inredning, samt en ren tävlingsbil, Competizione, med hela karossen i aluminium och rutor i plexiglas för att få ner vikten, vassare motor med andra kamaxlar, större ventiler och förgasare och all tung komfortutrustning och ljudisolering bortrensad från sittbrunnen. De flesta Competizione-modeller uppdaterades även med moderna skivbromsar. Scaglietti byggde två varianter av karossen: en med öppna strålkastare och en med strålkastarna täckta av plexiglaskåpor. Dessa bilar byggdes enligt kundens egna önskemål och specifikationen skiljer mellan varje exemplar. Landsvägsvagnar fick tävlingsmotor, Competizione-modeller fick mer ombonad inredning och så vidare. Ferrari byggde 40 st landsvägsvagnar och 9 st tävlingsbilar av dessa Series I-bilar.

## 250 GT California Spyder Series II
När Berlinettan uppdaterades med kortare chassi och standardmonterade skivbromsar på SWB-modellen 1959, infördes dessa modifieringar även på California Spydern. Karossen förblev oförändrad, bortsett från att den kortades för den nya hjulbasen på 240 cm. Dessa Series II-bilar byggdes liksom tidigare i ett lyxigare landsvägsutförande och som Competizione, men endast tre tävlingsbilar med aluminiumkaross tillverkades.

## Tekniska data

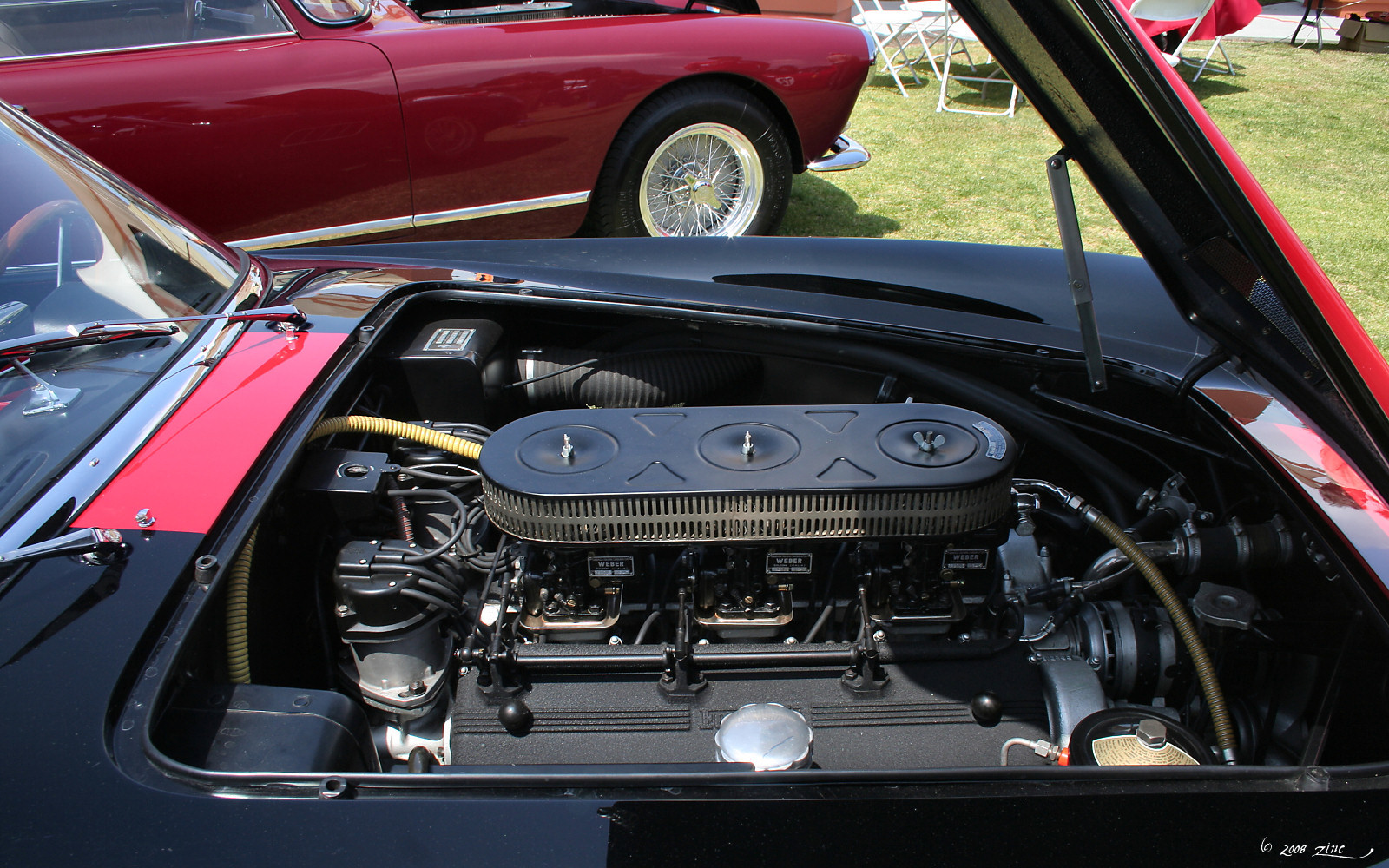
Colombo-motorn med tre Weber-förgasare.

| Tekniska data         | 250 CS S.I                                                       | 250 CS S.II                                                      |
| --------------------- | ---------------------------------------------------------------- | ---------------------------------------------------------------- |
| Motor:                | Frontmonterad 60° 12-cylindrig V-motor                           | Frontmonterad 60° 12-cylindrig V-motor                           |
| Cylindervolym:        | 2953 cm³                                                         | 2953 cm³                                                         |
| Borrning x slaglängd: | 73,0 x 58,8 mm                                                   | 73,0 x 58,8 mm                                                   |
| Kompression:          | 8,5:1                                                            |                                                                  |
| Max effekt:           | 240 hk vid 7 000 v/min                                           | 260 hk vid 7 000 v/min                                           |
| Ventilstyrning:       | En överliggande kamaxel per cylinderrad, 2 ventiler per cylinder | En överliggande kamaxel per cylinderrad, 2 ventiler per cylinder |
| Förgasare:            | 3 Weber 36 DCL3                                                  | 3 Weber 36 DCL3                                                  |
| Växellåda:            | 4-växlad manuell                                                 | 4-växlad manuell                                                 |
| Hjulupphängning fram: | Dubbla tvärlänkar, skruvfjädrar                                  | Dubbla tvärlänkar, skruvfjädrar                                  |
| Hjulupphängning bak:  | Stel bakaxel, längsgående bladfjädrar                            | Stel bakaxel, längsgående bladfjädrar                            |
| Bromsar:              | Trumbromsar                                                      | Skivbromsar                                                      |
| Chassi:               | Fackverksram av stål                                             | Fackverksram av stål                                             |
| Hjulbas:              | 260 cm                                                           | 240 cm                                                           |
| Torrvikt:             | 1100 kg                                                          | 1050 kg                                                          |
| Toppfart:             | 252 km/h                                                         |                                                                  |

## Tävlingsresultat
California Spydern deltog främst i klubbtävlingar i Nordamerika, men hade även en framgångsrik säsong i sportvagns-VM 1959. Richie Ginther och Howard Hively tog en klasseger och total niondeplacering i Sebring 12-timmars. På Le Mans slutade Bob Grossman och Fernand Tavano från NART på en meriterande femteplats.

## Tillverkning
| Modell                 | Antal |
| ---------------------- | ----- |
| California Spyder S.I  | 49    |
| California Spyder S.II | 55    |